# Lagenorhynchus albirostris
El delfín de hocico blanco (Lagenorhynchus  albirostris) es una especie de cetáceo odontoceto de la familia Delphinidae que habita las aguas del Atlántico Norte.

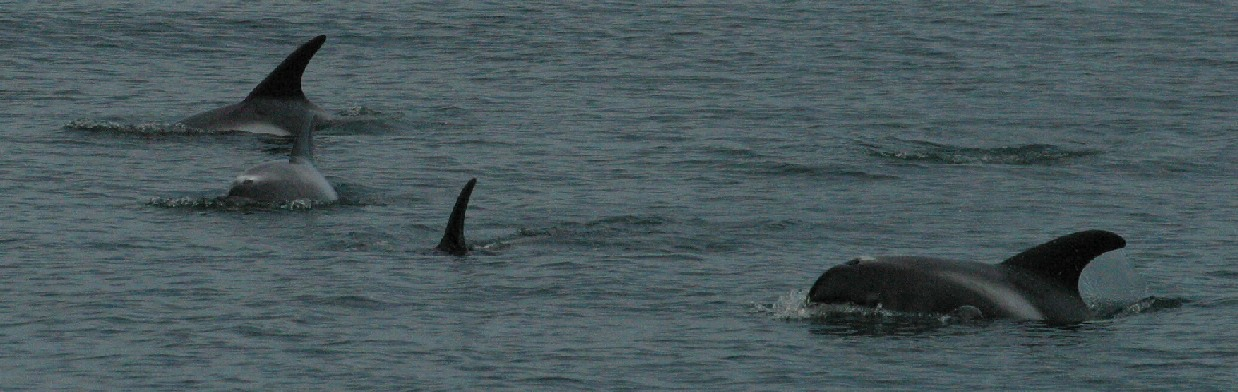
Delfines de hocico blanco.

## Descripción
Mide alrededor de 2,5-2,7 metros en la edad adulta. Se caracteriza por su cara de color blanco y hocico redondeado. 
No se encuentra tan bien adaptado como la beluga a las condiciones del Ártico.

## Población y distribución
Endémico del Atlántico Norte se puede ver en las costas de Nueva Inglaterra, Groenlandia, hasta el norte de Francia.